# Marianne Richter
Marianne Richter (née le 25 août 1916 à Helsinborg et morte le 24 novembre 2010 à Mölle) est une artiste textile suédoise connue pour ses grandes tapisseries murales, ses tapis, ses kilims, ses tapis rya et son usage de la couleur. Elle a créé un grand nombre de motifs devenus des classiques bien au-delà de la Suède. 

## Biographie
Marianne Elisabet Richter est née le 25 août 1916 à Helsingborg. Elle est la deuxième des sept enfants du marchand Carl Emil Leonard Richter (1880-1974) et de Sonja Elisabeth Baagöe (1892-1985).
Marianne Richter suit une formation en art textile et céramique à l'école technique (maintenant Konstfack) de Stockholm de 1935 à 1939 et fait un apprentissage dans l'atelier de Märta Måås-Fjetterström (MMF AB) à Båstad. En 1937, alors qu'elle est encore étudiante, elle est invitée à travailler durant plusieurs étés dans cet atelier pour faire des dessins à partir des esquisses de Märta Måås et réaliser des aquarelles pour du matériel publicitaire. 
En 1974, elle épouse Carl Hildebrand Lindroth (- 1979) professeur d'entomologie à l'université de Lund. Ils ont une fille, Sara Marianne, qui devient également artiste textile.
Après un premier emploi dans une association d'artisanat Svensk Hemslöjd à Växjö, Barbro Nilsson, devenue directrice artistique de Märta Måås-Fjetterström, l'invite à travailler comme designeuse dans l'atelier. Elle y travaille de 1942 jusqu'au milieu des années 1970, réalisant des croquis et des cartons pour la réalisation de tapis et de tissus tout en poursuivant une carrière d'enseignante à Konstfack. Elle fait partie du groupe d'enseignants et enseignantes qui ont fait de Konstfack une des meilleures écoles textiles. 
Marianne Richter travaille également pour d'autres entreprises comme Gävle Ångväveri ou les usines d'AB Wahlbeck à Linköping. Elle crée également des centaines de « tomteflickor » (elfes) et de poupées avec des visages peints à la main. 

### Quelques œuvres
L'admiration de Marianne Richter pour des peintres comme Picasso et Paul Klee transparait dans ses créations caractérisées par des couleurs vives, des formes géométriques, des variations de motifs et un grand nombre de combinaisons de couleurs. Elle combine parfois des fils de laine épais et fins avec du lin afin de créer des nuances et des structures uniques. Les motifs de Marianne Richter sont souvent en lien avec la nature : les plantes, les fleurs (Blåklint et Rödklint), la mer (Röda Havet) sont ses thèmes de prédilection avec les bateaux (Hamburgskutor, Västerviksskutor et Masthugget). Son style expressif, son inspiration régionale et ses références nostalgiques la rattachent au design scandinave moderne,. 
Marianne Richter crée des œuvres, parfois monumentales, pour des commandes publiques et privées mais elle développe aussi des produits accessibles à un plus grand nombre. Ses grandes tapisseries sont parfois reproduites ensuite dans d'autres dimensions pour des résidences privées,.
En 1955, à l'exposition d'Helsingborg, elle présente sa grande tapisserie Båtar, qui s'inspire des gravures sur pierre de bateaux à voiles de Gotland. 
L'une de ses créations les plus significatives est une tenture réalisée en 1952 sur une commande du gouvernement suédois pour une salle de conférence au siège des Nations Unies à New York. Elle en assure la conception et supervise la fabrication. Avec ses 200 mètres carrés, elle est considérée comme la plus grande tapisserie du monde. Cette tapisserie a malheureusement été détruite,. 
Parmi ses autres œuvres notables, on trouve de grands tapis pour plusieurs ambassades suédoises, comme Blommor d'un rouge éclatant pour l'ambassade à Buenos Aires, Forsythia réalisé selon la technique flossa pour la légation à Téhéran et Ett skepp kommer lastat, tissé avec sa fille Sara pour l'ambassade de Suède à Brasilia. Elle crée aussi souvent des œuvres pour des salles de réunion et des hôtels, par exemple Strandvägsskutor pour la banque Handelsbanken représentant des navires à grand mât dans des tons rouges et jaunes chauds, et Korn och humle pour l'association des brasseurs suédois.
Les tapisseries gobelin dessinées par Marianne Richter sont souvent tissées par l'atelier MMF AB à Stockholm et parfois par sa fille Sara Richter. 
Elle est la créatrice des tapis ryas hirsutes au look pop art très populaires dans les années 1950 à 1970.
Plusieurs de ses œuvres figurent dans les collections de musées comme l'Art Institute de Chicago, le Minneapolis Institute of Art , le Cooper Hewitt Smithsonian Design Museum ou le Nationalmuseum à Stockholm.
Marianne Richter décède le 24 novembre 2010 à Mölle. Elle est inhumée au cimetière de Brunnby sous le nom de Marianne Lindroth.